# Major League Lacrosse
Major League Lacrosse (MLL) är en professionell Lacrosse-liga i Nordamerika. För närvarande innehåller ligan sex stycken lag där fem är från USA och ett är från Kanada.

## Historia
MLL grundades år 1999 av Jake Steinfeld, Dave Morrow och Tim Robertson och började sitt seriespel två år senare. Säsongen varar mellan maj och augusti. Reglerna i ligan skiljer sig något från traditionell Lacrosse vilket inkluderar bland annat en tvåpoängslinje 15 meter från mål och en skottklocka likt basketens 24-sekundersregel som här är på 60 sekunder.
År 2001 genomförde ligan sin första draft. Efter att ligan centralt tilldelat vardera lag tre spelare valdes Sal LoCascio först i draften, vald av Bridgeport.
År 2005 bestämde MLL att ligan året senare skulle expanderas med ett lag från Los Angeles och ha The Home Depot Center som hemmaplan samt ett lag i Denver med matcher på Invesco Field at Mile High. Senare samma år beslutade ligan att även starta upp lag i Chicago och San Francisco och därmed skapa en västlig konferens. År 2006 debuterade systemet med en västlig och en östlig konferens från att tidigare bestått av två divisioner ("American Division" och "National Division").
De första två åren spelade varje lag 14 stycken gruppspelsmatcher för att år 2003 kortas ner till tolv stycken matcher.
Slutspelet i MLL heter Steinfeld Cup och är namngiven efter en av grundarna av MLL, Jake Steinfeld.
På grund av finansiella problem tvingades ligan till säsongen 2009 skära ner antalet lag till sex stycken och enbart ha en konferens.

## Lag
| Lag                 | Stad           | Arena                              | Bildad | Tränare       |
| ------------------- | -------------- | ---------------------------------- | ------ | ------------- |
| Boston Cannons      | Boston, MA     | Harvard Stadium                    | 2001   | Bill Daye     |
| Chicago Machine     | Bridgeview, IL | Toyota Park                        | 2006   | John Combs    |
| Denver Outlaws      | Denver, CO     | Invesco Field at Mile High         | 2006   | Brian Reese   |
| Long Island Lizards | Hempstead, NY  | James M. Shuart Stadium            | 2001   | Jim Mule      |
| Toronto Nationals   | Toronto, ON    | BMO Field                          | 2009   | David Huntley |
| Washington Bayhawks | Annapolis, MD  | Navy-Marine Corps Memorial Stadium | 2001   | John Tucker   |

## Steinfeld Cup-finaler(slutspel)
| År   | Mästare              | Resultat   | Andraplats          | Arena                              | Plats          | MVP                          |
| ---- | -------------------- | ---------- | ------------------- | ---------------------------------- | -------------- | ---------------------------- |
| 2001 | Long Island Lizards  | 15-11      | Baltimore Bayhawks  | Kennedy Stadium                    | Bridgeport, CT | Paul Gait (Long Island)      |
| 2002 | Baltimore Bayhawks   | 21-13      | Long Island Lizards | Columbus Crew Stadium              | Columbus, OH   | Mark Millon (Baltimore)      |
| 2003 | Long Island Lizards  | 15-14 (OT) | Baltimore Bayhawks  | Villanova Stadium                  | Villanova, PA  | Kevin Lowe (Long Island)     |
| 2004 | Philadelphia Barrage | 13-11      | Boston Cannons      | Nickerson Field                    | Boston, MA     | Greg Cattrano (Philadelphia) |
| 2005 | Baltimore Bayhawks   | 15-9       | Long Island Lizards | Nickerson Field                    | Boston, MA     | Gary Gait (Baltimore)        |
| 2006 | Philadelphia Barrage | 23-12      | Denver Outlaws      | The Home Depot Center              | Carson, CA     | Roy Colsey (Philadelphia)    |
| 2007 | Philadelphia Barrage | 16-13      | Los Angeles Riptide | PAETEC Park                        | Rochester, NY  | Matt Striebel (Philadelphia) |
| 2008 | Rochester Rattlers   | 16-6       | Denver Outlaws      | Harvard Stadium                    | Boston, MA     | Joe Walters (Rochester)      |
| 2009 | Toronto Nationals    | 10-9       | Denver Outlaws      | Navy-Marine Corps Memorial Stadium | Annapolis, MD  | Merrick Thomson (Toronto)    |
| 2010 |                      |            |                     | Navy-Marine Corps Memorial Stadium | Annapolis, MD  |                              |
| 2011 |                      |            |                     | Navy-Marine Corps Memorial Stadium | Annapolis, MD  |                              |